# 11614 Istropolitana
11614 Istropolitana eller 1996 AD2 är en asteroid i huvudbältet som upptäcktes den 14 januari 1996 av de båda slovakiska astronomerna Adrián Galád och Alexander Pravda vid Modra-observatoriet. Den är uppkallad efter Istropolitana universitetet.
Den tillhör asteroidgruppen Eos.